# تشن لو
تشن لو (بالصينية: 陈露) هي متزلجة فنية صينية، ولدت في 24 نوفمبر 1976 في تشانغتشون في الصين.

## وصلات خارجية
- تشن لو على موقع اللجنة الأولمبية الدولية (الإنجليزية)
- تشن لو على موقع أوليمبيديا (الإنجليزية)